# إدوارد بورماشينكو
إدوارد بورماشينكو هو أستاذ في الفيزياء وعلوم المواد ورئيس مختبر البوليمرات في جامعة آرييل في إسرائيل. ولد في عام 1962 في خاركيف، اوكرانيا ويعيش في إسرائيل منذ عام 1997. له أبحاث في علوم البوليمرات وعلم الأسطح  وكره الماء الفائق. معروف بأبحاثه الرائدة في تحولات الترطيب،  والبوليميرات كارهة الماء الفائقة وتأثير العلاج بالبلازما على خصائص الترطيب والاشتقاقات التحليلية الحرارية من معادلات كاسي ووينزل باستخدام حساب التفاضل والتكامل.
الدكتور بورماشينكو هو من بين منظمي المؤتمرات الدولية  نصف سنوية في نمذجة تقنيات المواد (MMT)  في جامعة ارييل. وهو واحد من أكثر العلماء إنتاجية  في جامعة ارييل.
الدكتور بورماشينكو معروف أيضا بالعديد من المقالات الفلسفية (مكتوبة باللغة الروسية) والتي تحقق فيها من أفكار الديانة اليهودية والأدب الروسي والمنهجية العلمية. محفزه لاستمرار أبحاثه هو البحث عن الحقيقة في عصر ما بعد الحديث. تأثر بورماشينكو بميراب مارماداشفيلي وألكسندر فورونيل. الدكتور بورماشينكو متزوج ولديه أربع بنات.